# 李继侗
李继侗（1897年8月24日—1961年12月12日），男，江蘇興化人，中國植物学家，生态学家，教育家，中科院院士。中国植物生理学的开拓者，植物生态学与地植物学的奠基人之一。是兴化李氏家族的杰出成员。其子李德平亦为中科院院士，传为美谈。

## 生平
李繼桐生於江蘇興化，1916年就讀聖約翰大學，1918年入金陵大學林科，1921年考取清華學校公費留美，進入耶魯大學林學研究院，1925年獲博士學位後回國。著有《植物地理學、植物生態學與地植物學的發展》一書。后任内蒙古大学生物系教授。
1961年12月12日卒於呼和浩特市。